# Мондерканж (футбольный клуб)
«Мондерканж» (Mondercange) — футбольный клуб из одноимённого города, в настоящий момент выступает в чемпионате Люксембурга по футболу. Клуб основан в 1933 году, домашние матчи проводит на стадионе «Комуннал», вместимостью 2 050 зрителей. Мондерканж является двукратным финалистом Кубка Люксембурга.

## Достижения
- Кубок Люксембурга по футболу
  - Финалист (2): 1998-99, 1999-00.

## Выступление в еврокубках
| Сезон   | Турнир     | Раунд |              | Клуб            | Счёт     |
| ------- | ---------- | ----- | ------------ | --------------- | -------- |
| 1999-00 | Кубок УЕФА | Q     | Флаг Румынии | Динамо Бухарест | 2-6, 0-7 |

- Q — квалификационный раунд.

## Известные игроки
- Кристоф, Марсель